# Shao Kang
Shao Kang (少康; Shǎo Kāng) var en kung under den kinesiska Xiadynastin och regereade från 1841 till 1821 f.Kr. Shao Kang blev regent över Xiadynastin efter att hans far Kung Xiang avlidit.
Shao Kang flyttade under sitt artonde år som regent huvudstaden till Yuan.. Under sitt tjugoförsta år som regent avled Shao Kang, och efterträddes han av sin son Zhu av Xia.
Shao Kangs biografi är beskriven i de historiska krönikorna Shiji och Bambuannalerna.